# جی‌ان‌سی

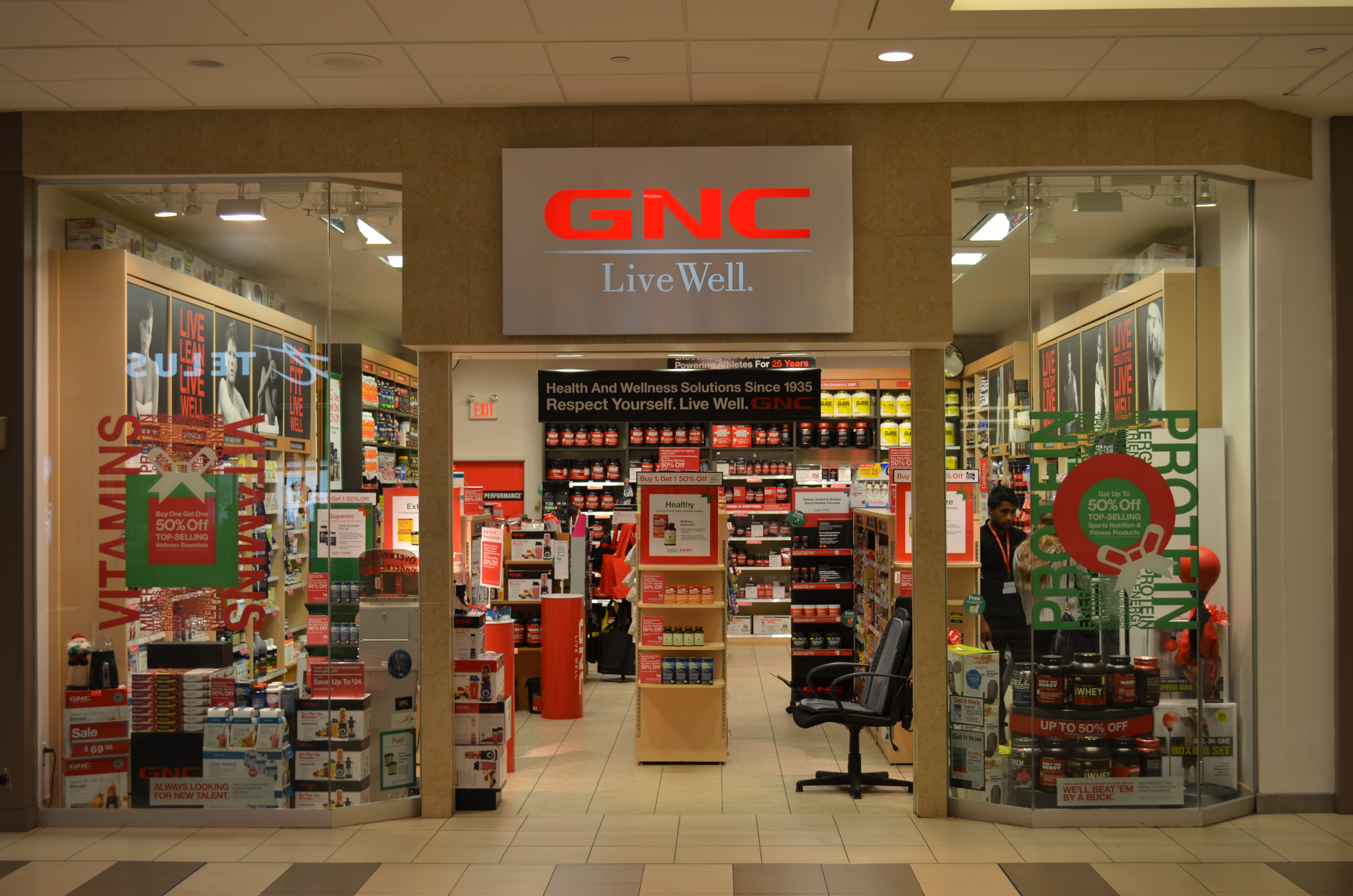
شعبه‌ای از جی ان سی

جی ان سی (به انگلیسی: GNC) (که خلاصه شده واژه (به انگلیسی: General Nutrition Corporation) می‌باشد) شرکت خرده‌فروشی آمریکایی است، که در زمینه تولید و توزیع انواع ویتامین، گیاهان دارویی، محصولات انرژی‌زا و رژیم غذایی، مکمل‌های غذایی و ساپلیمنت‌های ورزشی فعالیت می‌نماید.
شرکت جی ان سی در سال ۱۹۳۵ توسط دیوید شاکاریان در یک فروشگاه کوچک واقع در پیتسبورگ فعالیت خود را آغاز کرد و امروزه دارای ۷٫۳۳۴ شعبه فروش در سراسر جهان می‌باشد.
دفتر مرکزی این شرکت در شهر پیتسبورگ، ایالات متحده آمریکا قرار دارد و سهام آن در بازار بورس نیویورک معامله می‌شود.